# SBB RABDe 8/16
Az SBB RABDe 8/16 egy svájci Bo'Bo'+2'2'+2'2'+Bo'Bo' tengelyelrendezésű villamosmotorvonat-sorozat volt. Az SBB-CFF-FFS üzemeltette 1976 és 1997 között. Összesen 4 db készült belőle, 1997-ben selejtezték, jelenleg már nincs forgalomban.